# Севастопольские бухты
Севасто́польские бу́хты — бухты и бухточки, расположенные между мысом Лукулл на севере и мысом Сарыч на юге, вдающиеся в территорию Большого Севастополя.
В акватории, прилегающей к Севастополю, находятся:
- Севастопольская бухта
- Карантинная бухта
- Песочная бухта
- Стрелецкая бухта
- Круглая бухта (Омега)
- Бухта Абрамова
- Камышовая бухта
  - Лебяжья бухта
- Двойная бухта
  - Солёная бухта
  - Казачья бухта
- Голубая бухта
- Золотая бухта
- Бухта Александры
- Мраморная бухта
- Балаклавская бухта
- Ершиная бухта
- Ласпинская бухта

Севастопольская бухта — крупнейшая из севастопольских бухт расположена восточнее линии между южным и северным оградительными молами. Другие её названия — Ктенус, Ктенунт, Каламита-лиман, Корсуньский Сиваш, Ахтиарская, Инкерманская, Большая, Большой рейд, Севастопольский рейд, Главный рейд, Херсонесский лиман.
В Севастопольской бухте выделяют меньшие бухты:
- Константиновская бухта
- Бухта Матюшенко
- Михайловская бухта
- Старосеверная бухта
- Северная бухта
- Инженерная бухта
- Доковая бухта
- Бухта Голландия
- Сухарная бухта
- Маячная бухта
- Бухта Нефтяная гавань или Графская
- Инкерманская бухта
- Килен-бухта
- Аполлонова бухта
- Корабельная бухта
- Южная бухта
- Артиллерийская бухта
- Хрустальная бухта
- Александровская бухта
- Мартынова бухта

До постройки оградительных южного и северного молов в 1970-е годы в Севастопольскую бухту не включали Мартынову бухту, которая была тогда внешней. В Севастопольскую бухту включали все бухты восточнее линии между Константиновским и Александровским мысами.
Часть бухт со дня основания города используются для базирования Черноморского флота, часть бухт используется для судоходства, часть в рекреационных целях.